# 8643 Quercus
8643 Quercus (1988 SC) là một tiểu hành tinh vành đai chính được phát hiện ngày 16 tháng 9 năm 1988 bởi E. W. Elst ở Đài thiên văn Haute-Provence.